# John F. Nugent

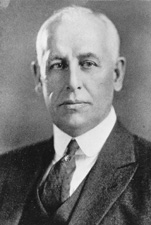
John F. Nugent

John Frost Nugent (* 28. Juni 1868 in La Grande, Union County, Oregon; † 18. September 1931 in Silver Spring, Maryland) war ein US-amerikanischer Politiker (Demokratische Partei), der den Bundesstaat Idaho im US-Senat vertrat.
John Nugent arbeitete nach seinem Schulabschluss zunächst als Bergmann in Idaho und in Australien. Nach seiner Rückkehr in die USA studierte er Rechtswissenschaften, wurde 1898 in die Anwaltskammer aufgenommen und eröffnete eine Kanzlei in Silver City. Von 1899 bis 1906 übte er das Amt des Staatsanwalts im Owyhee County aus.
Im Januar 1918 wurde Nugent von Idahos Gouverneur Moses Alexander zum Nachfolger des verstorbenen US-Senators James H. Brady ernannt. Bei der Nachwahl im November desselben Jahres setzte er sich dann gegen den ehemaligen Gouverneur Frank Gooding durch und hätte somit Bradys bis März 1921 dauernde Amtszeit komplett beenden können. Er schied jedoch bereits im Januar 1921 aus dem Senat aus, nachdem er die Wahl für eine eigene Amtsperiode gegen Gooding verloren hatte. Nugent nahm eine Berufung durch US-Präsident Woodrow Wilson in die Federal Trade Commission an und übergab sein Mandat vorzeitig an Gooding.
1926 unternahm Nugent noch einmal einen Versuch, in den Senat gewählt zu werden. Dabei verlor er jedoch nicht nur gegen Gooding, sondern belegte sogar hinter H. F. Samuels von der Progressiven Partei nur den dritten Platz. Damit war seine politische Laufbahn beendet. Anschließend war er nur noch als Anwalt in Washington tätig.